# Morlaix Communauté
Morlaix Communauté est une communauté d'agglomération française, située dans le département du Finistère, en région Bretagne.

## Historique
- Le 14 avril 1995, la Communauté de Communes du Pays de Morlaix (CCPM) est créée. 12 communes s'associent : Carantec, Le Cloître-Saint-Thégonnec, Henvic, Loc-Eguiner-Saint-Thégonnec, Locquénolé, Morlaix, Pleyber-Christ, Plourin-les-Morlaix, Saint-Martin-des-Champs, Sainte-Sève, Saint-Thégonnec et Taulé[1].
- Le 29 décembre 1995 : la commune de Plounéour-Ménez rejoint la CCPM[1].
- Le 24 décembre 1999 : Adhésion de la commune de Plougonven à la CCPM[1].
- Fin 1999 : Les communes de Plouégat-Moysan ; Plouigneau, Plouézoc'h et le Ponthou intègrent la CCPM[1].
- 1er janvier 2000 : Création de la Communauté d'Agglomération du Pays de Morlaix, composée de  Carantec, Le Cloître St Thégonnec, Garlan, Guimaëc, Henvic, Lanmeur, Lannéanou, Locquénolé, Loc Eguiner St Thégonnec, Locquirec, Morlaix, Pleyber-Christ, Plouégat Guerrand, Plouégat Moysan, Plouézoc'h, Plougasnou, Plougonven, Plouigneau, Plounéour-Ménez, Plourin les Morlaix, Le Ponthou, St Jean Du Doigt, St Martin des Champs, Ste Sève, St Thégonnec, Taulé[1].
- Le 1er janvier 2002 : Adhésion des communes de Guerlesquin et Botsorhel[1].

## Territoire communautaire

### Géographie
Située dans le nord  du département du Finistère, l'intercommunalité Morlaix Communauté regroupe 26 communes et s'étend sur 680,3 km2.

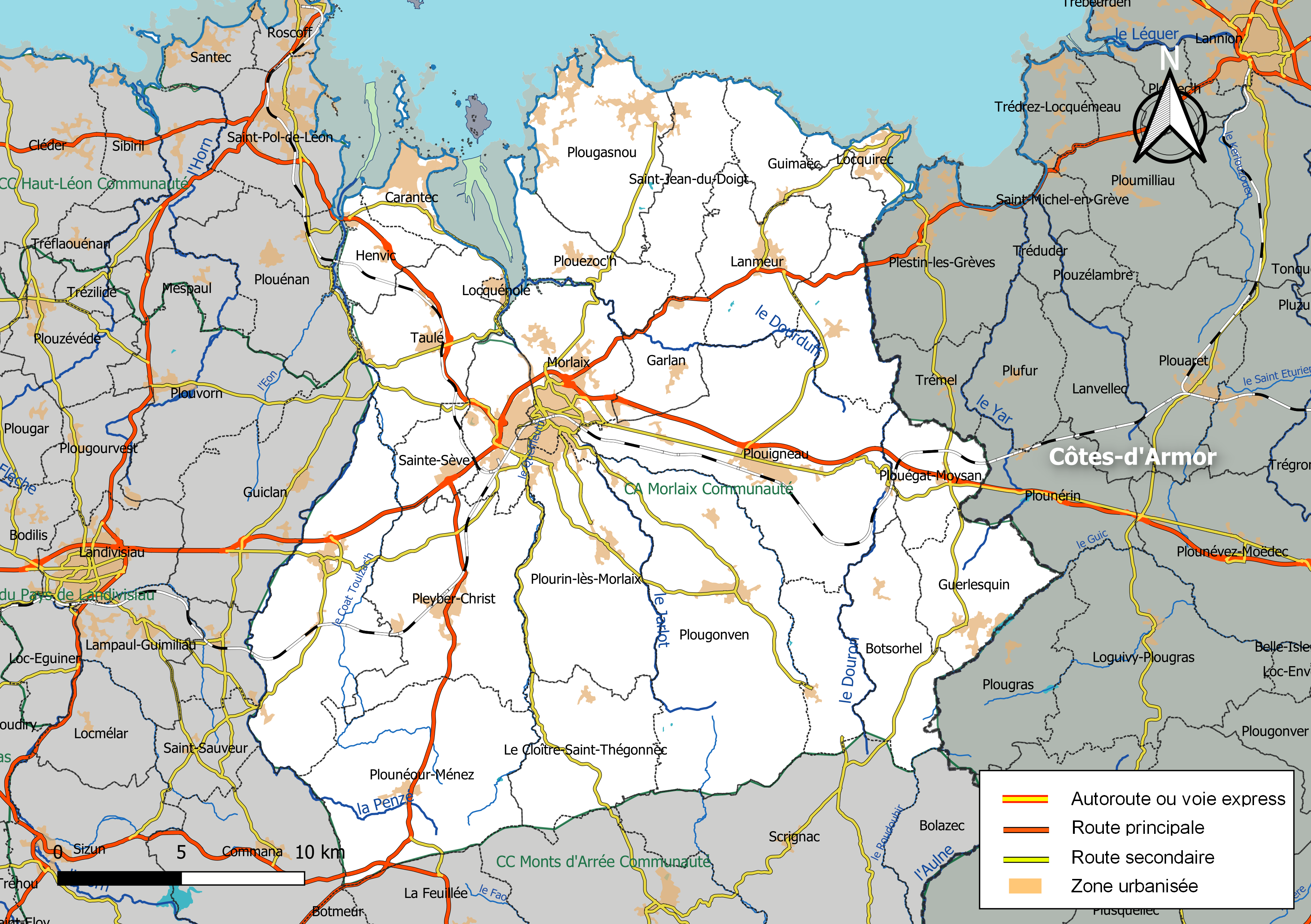
Carte de l'intercommunalité Morlaix Communauté au 1er janvier 2019.

#### Intercommunalités limitrophes
| Haut-Léon Communauté                          | Mer Manche               |                                           |
| Communauté de communes du Pays de Landivisiau | Morlaix Communauté       | Lannion-Trégor Communauté (Côtes-d'Armor) |
|                                               | Monts d'Arrée Communauté |                                           |

### Composition

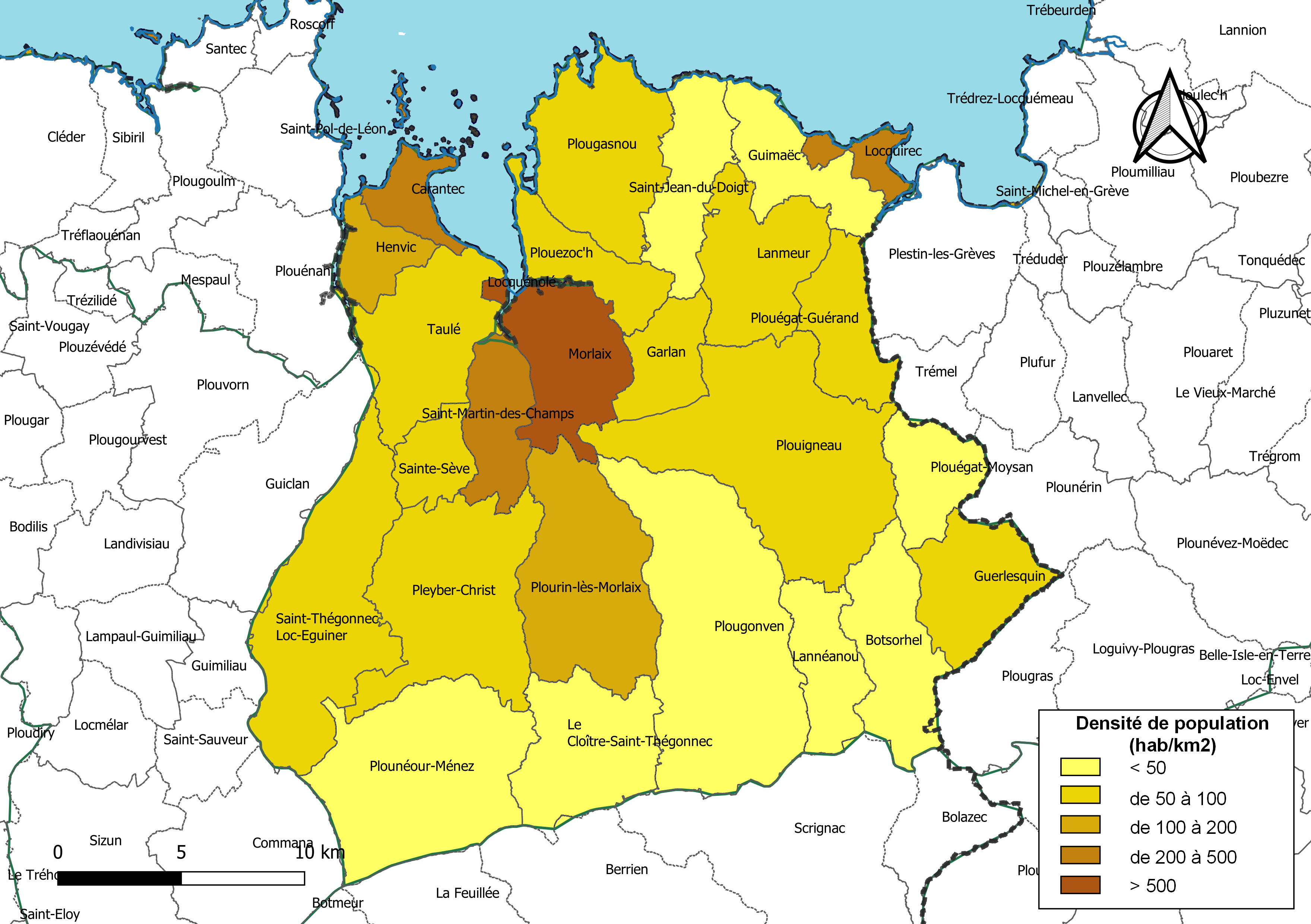
Carte des densités de population (millésimée 2016) des communes de l'intercommunalité Morlaix Communauté. Composition en communes au 1er janvier 2019.

La communauté d'agglomération est composée des 26 communes suivantes :

| Nom                         | Code Insee | Gentilé         | Superficie (km2) | Population (dernière pop. légale) | Densité (hab./km2) |
| --------------------------- | ---------- | --------------- | ---------------- | --------------------------------- | ------------------ |
| Morlaix (siège)             | 29151      | Morlaisiens     | 24,82            | 15 220 (2022)                     | 613                |
| Botsorhel                   | 29014      | Botsorhélois    | 25,64            | 428 (2022)                        | 17                 |
| Carantec                    | 29023      | Carantécois     | 9,02             | 3 261 (2022)                      | 362                |
| Le Cloître-Saint-Thégonnec  | 29034      | Cloîtriens      | 28,48            | 644 (2022)                        | 23                 |
| Garlan                      | 29059      | Garlanais       | 13,34            | 1 063 (2022)                      | 80                 |
| Guerlesquin                 | 29067      | Guerlesquinais  | 21,83            | 1 259 (2022)                      | 58                 |
| Guimaëc                     | 29073      | Guimaëcois      | 18,73            | 966 (2022)                        | 52                 |
| Henvic                      | 29079      | Henvicois       | 9,95             | 1 195 (2022)                      | 120                |
| Lanmeur                     | 29113      | Lanmeuriens     | 26,47            | 2 367 (2022)                      | 89                 |
| Lannéanou                   | 29114      | Lannécois       | 16,17            | 341 (2022)                        | 21                 |
| Locquénolé                  | 29132      | Locquénolésiens | 0,85             | 792 (2022)                        | 932                |
| Locquirec                   | 29133      | Locquirécois    | 5,96             | 1 543 (2022)                      | 259                |
| Pleyber-Christ              | 29163      | Pleybériens     | 45,47            | 3 175 (2022)                      | 70                 |
| Plouégat-Guérand            | 29182      | Plouégatais     | 17,29            | 1 058 (2022)                      | 61                 |
| Plouégat-Moysan             | 29183      | Plouégatais     | 14,97            | 720 (2022)                        | 48                 |
| Plouezoc'h                  | 29186      | Plouezoc'hois   | 15,83            | 1 640 (2022)                      | 104                |
| Plougasnou                  | 29188      | Plougasnistes   | 33,94            | 3 035 (2022)                      | 89                 |
| Plougonven                  | 29191      | Plougonvenois   | 69,32            | 3 398 (2022)                      | 49                 |
| Plouigneau                  | 29199      | Ignaciens       | 64,82            | 5 039 (2022)                      | 78                 |
| Plounéour-Ménez             | 29202      | Énéouriens      | 51,74            | 1 298 (2022)                      | 25                 |
| Plourin-lès-Morlaix         | 29207      | Plourinois      | 40,92            | 4 529 (2022)                      | 111                |
| Saint-Jean-du-Doigt         | 29251      | Saint-Jeannais  | 19,81            | 683 (2022)                        | 34                 |
| Saint-Martin-des-Champs     | 29254      | Saint-Martinois | 15,7             | 4 792 (2022)                      | 305                |
| Saint-Thégonnec Loc-Eguiner | 29266      |                 | 49,78            | 3 118 (2022)                      | 63                 |
| Sainte-Sève                 | 29265      | Saint-Sévistes  | 9,98             | 1 060 (2022)                      | 106                |
| Taulé                       | 29279      | Taulésiens      | 29,47            | 2 883 (2022)                      | 98                 |

### Démographie
| 1968   | 1975   | 1982   | 1990   | 1999   | 2008   | 2013   | 2018   |
| ------ | ------ | ------ | ------ | ------ | ------ | ------ | ------ |
| 58 426 | 61 031 | 64 076 | 63 309 | 62 179 | 64 807 | 64 757 | 64 438 |

## Administration

### Siège
Le siège de la communauté d'agglomération est situé à Morlaix.

### Les élus
Le conseil communautaire de la communauté d'agglomération se compose de 51 conseillers, représentant chacune des communes membres et élus pour une durée de six ans.
Ils sont répartis comme suit :
| Nombre de conseillers | Communes                                                                                      |
| --------------------- | --------------------------------------------------------------------------------------------- |
| 12                    | Morlaix                                                                                       |
| 4                     | Plouigneau                                                                                    |
| 3                     | Plourin-lès-Morlaix, Saint-Martin-des-Champs                                                  |
| 2                     | Carantec, Lanmeur, Pleyber-Christ, Plougasnou, Plougonven, Saint-Thégonnec Loc-Eguiner, Taulé |
| 1 (+1 suppléant)      | les autres communes                                                                           |

### Présidence
| Période         | Période         | Identité           | Étiquette | Qualité |
| --------------- | --------------- | ------------------ | --------- | --- |
| 1995            | 2003            | Marylise Lebranchu | PS        | Ministre (1997 → 2002 puis 2012 → 2016) Députée (1997, 2002 → 2012 puis 2016 → 2017) Conseillère régionale (1986 → 2015) Maire de Morlaix (1995 → 1997) |
| 2003            | 28 avril 2014   | Yvon Hervé         | PS        | Maire de Sainte-Sève (1971 → 2008 puis 2015 →) |
| 28 avril 2014   | 9 octobre 2017  | Jean-Luc Fichet    | PS        | Sénateur (2008 → 2014 puis 2017 →) Conseiller général (1998 → 2011) Maire de Lanmeur (1989 → 2017)                                                      |
| 9 octobre 2017  | 16 juillet 2020 | Thierry Piriou     | PS        | Maire de Pleyber-Christ (2010 → 2020) |
| 16 juillet 2020 | En cours        | Jean-Paul Vermot   | PS        | Conseiller départemental (2015 → ) Maire de Morlaix (2020 → )                                                                                           |

### Compétences

#### Production et distribution d'énergie
- Création, aménagement, entretien et gestion des réseaux de chaleur ou de froid urbains

#### Environnement et cadre de vie
- Eau (Traitement, Adduction, Distribution)
- Assainissement collectif
- Assainissement non collectif
- Collecte et traitement des déchets des ménages et déchets assimilés
- Gestion des milieux aquatiques et prévention des inondations (GEMAPI)
- Autres actions environnementales
- Elaboration et adoption du plan climat-air-énergie territorial en application de l'article L. 229-26 du code de l'environnement
- Contribution à la transition énergétique

#### Sanitaires et social
- Action sociale

#### Politique de la ville / Prévention de la délinquance
- Elaboration du diagnostic du territoire et définition des orientations du contrat de ville ; animation et coordination des dispositifs contractuels de développement urbain, de développement local et d'insertion économique et sociale ainsi que des dispositifs locaux de prévention de la délinquance ; programmes d'actions définis dans le contrat de ville

#### Développement et aménagement économique
- Actions de développement économique dans les conditions prévues à l'article L. 4251-17 ; création, aménagement, entretien et gestion de zones d'activité industrielle, commerciale, tertiaire, artisanale, touristique, portuaire ou aéroportuaire ; politique locale du commerce et soutien aux activités commerciales

#### Développement et aménagement social et culturel
- Construction, aménagement, entretien et gestion d'équipements culturels et sportifs
- Programme de soutien et d'aides aux établissements d'enseignement supérieur et de recherche et aux programmes de recherche
- Activités culturelles ou socioculturelles
- Activités sportives

#### Aménagement de l'espace
- Schéma de cohérence territoriale (SCOT)
- Schéma de secteur
- Création et réalisation de zone d'aménagement concertée (ZAC)
- Constitution de réserves foncières
- Organisation de la mobilité, au sens des articles L.1231-1 et suivants du code des transports

#### Voirie
- Création, aménagement, entretien de la voirie

#### Développement touristique
- Promotion du tourisme dont la création d'offices de tourisme

#### Logement et habitat
- Programme local de l'habitat
- Politique du logement non social
- Politique du logement social
- Politique du logement étudiant
- Action et aide financière en faveur du logement social
- Action en faveur du logement des personnes défavorisées
- Amélioration du parc immobilier bâti
- Droit de préemption urbain (DPU) pour la mise en œuvre de la politique communautaire d'équilibre social de l'habitat
- Actions de réhabilitation et résorption de l'habitat insalubre

#### Infrastructures
- Abattoirs, abattoirs-marchés et marchés d'intérêt national, halles, foires

#### Autres
- Service public de défense extérieure contre l'incendie
- NTIC (Internet, câble...)
- Aménagement, entretien et gestion des aires d'accueil des gens du voyage [9]

### Régime fiscal et budget
Le régime fiscal de la communauté d'agglomération est la fiscalité professionnelle unique (FPU).